# Reserva Nacional de Caça de l’Alt Pallars
La Reserva Nacional de Caça de l’Alt Pallars és la més gran de Catalunya, te 81.772 ha i està situada a cavall de les comarques del Pallars Sobirà i l’Alt Urgell.
Es va declarar per la Llei 37/1966, del 31 de maig de l’estat espanyol. El seu objectiu inicial era fomentar, conservar i protegir les espècies cinegètiques que hi vivien per permetre’n, posteriorment, el seu aprofitament.

## Geografia
Geogràficament comprèn les parts altes de les valls d’Àneu, la vall de la Bonaigua, la vall de Cardós, la vall Ferrera i una part de les Valls de Valira.

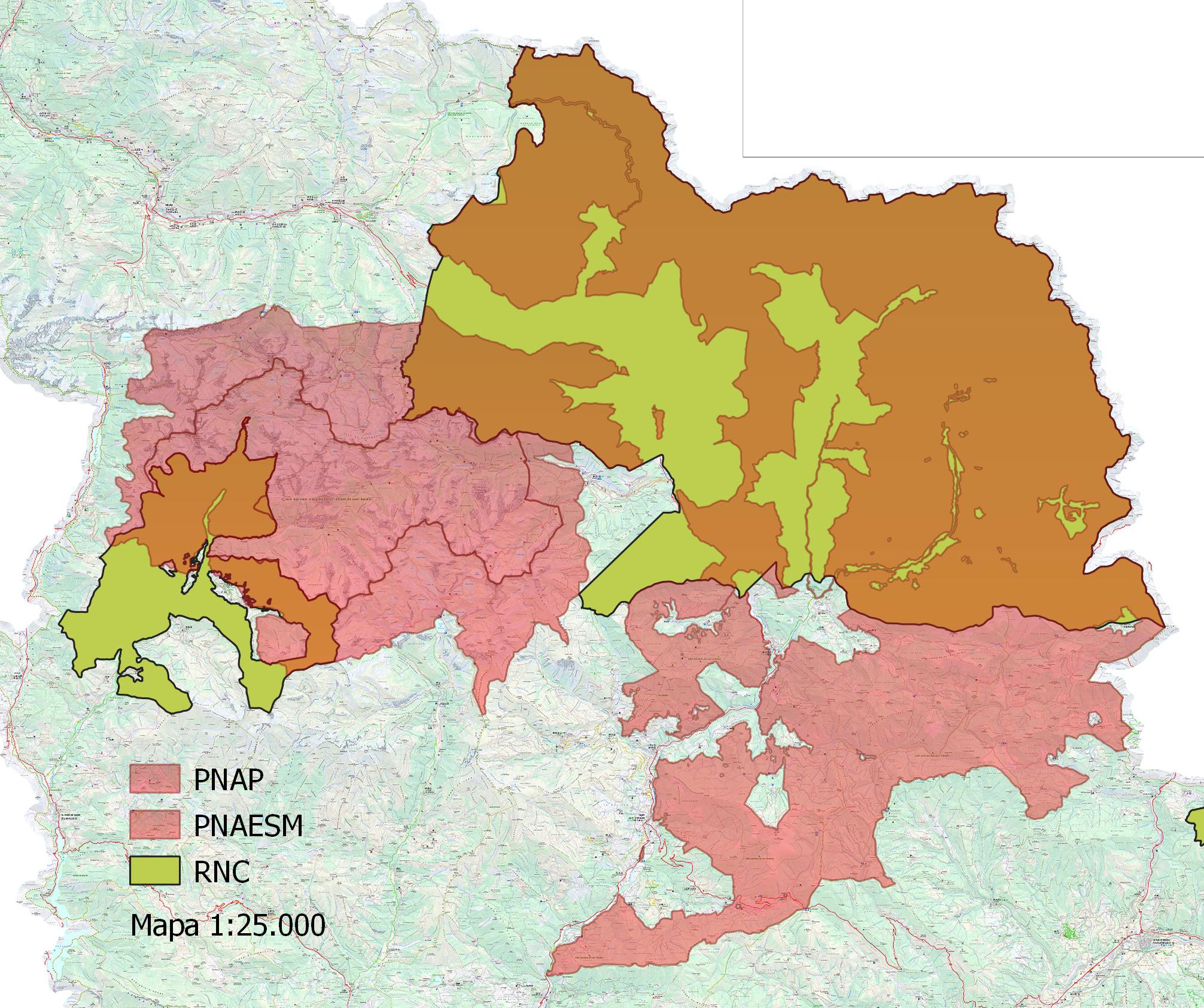
La part de color marró correspon a l'intersecció de la RNC amb la ZPP del Parc Nacional i el PN de l'Alt Pirineu.

Una gran part de la RNC es solapa amb el Parc Natural de l’Alt Pirineu. Algunes valls de la part de la Bonaigua es comparteixen també amb el Parc Nacional d’Aigüestortes i Estany de Sant Maurici.
En el seu moment arribava també a les valls més altes de la Val d’Aran, però en virtut de les competències que, en matèria de conservació del medi ambient estant traspassades al Conselh Generau d’Aran, es van modificar els límits de la RNC, per treure’n aquests territoris del Naut Aran.

## Fauna cinegètica
Hi ha fins a set espècies d’ungulats cinegètics que viuen al seu interior: l'isard, el cabirol, el cérvol, la daina, el mufló, la cabra salvatge i el senglar.
Tots ells, menys l’isard i el senglar, han sigut introduïts per la ma de l’home en un moment o altre. Cinc es poden considerar espècies autòctones, encara que el cabirol, el cérvol i l'herc (la cabra salvatge pròpia dels Pirineus) s'hi van extingir a principis del segle XX o finals del segle xix, i han sigut reintroduïdes. El mufló i la daina són espècies al·lòctones alliberades als Pirineus pel seu interès cinegètic.
L’isard, el cérvol, el cabirol i la cabra són espècies cinegètiques amb un aprofitament regulat. La seva caça es fa amb un permís nominal, per acostament i acompanyats sempre per un guarda de la reserva. El nombre de permisos està previst al Pla tècnic de gestió anual. Els permisos poden ser de trofeu o selectius (animals que s’abaten per a millorar la dinàmica de la població). El senglar es caça en batudes, organitzades per les colles de caçadors locals.
La daina i el mufló són espècies cinegètiques al.loctones que poden competir amb altres espècies pròpies del país. L’objectiu de la gestió d’aquestes espècies hauria de ser controlar-ne les poblacions allà on sigui molt abundant i evitar-ne l’expansió cap a zones on encara no s’hagi establert.
En el moment de la creació de la RNC, també es consideraven espècies cinegètiques l'ós bru, el gall fer i el llop que actualment estan catalogades com a espècies protegides.
La RNC de l’Alt Pallars és l’única de Catalunya amb presència permanent de l’ós bru.